# Поульсен, Миккель
Ми́ккель А́друп По́ульсен (дат. Mikkel Adrup Poulsen; род. 17 октября 1984, Видовре, Копенгаген) — датский кёрлингист.
В составе мужской сборной Дании участник зимних Олимпийских игр 2010, 2014, 2018; участник шести чемпионатов мира (лучший результат — серебряный призёр в 2016), девяти чемпионатов Европы (лучший результат — серебряный призёр в 2010). Многократный чемпион Дании среди мужчин. В составе юниорской мужской сборной Дании участник трёх чемпионатов мира (лучший результат — пятые места в 2005 и 2006). Трёхкратный чемпион Дании среди юниоров.
В «классическом» кёрлинге (команда из четырёх человек одного пола) в основном играет на позициях первого и второго.

## Достижения
- Чемпионат мира по кёрлингу среди мужчин: серебро (2016).
- Чемпионат Европы по кёрлингу: серебро (2010), бронза (2007, 2011).
- Чемпионат Дании по кёрлингу среди мужчин: золото (2012, 2013, 2014, 2016, 2017, 2018, 2022), серебро (2024).
- Чемпионат Дании по кёрлингу среди юниоров: золото (2004, 2005, 2006).

## Команды
| Сезон   | Четвёртый         | Третий            | Второй           | Первый                          | Запасной                                                | Турниры                                                |
| ------- | ----------------- | ----------------- | ---------------- | ------------------------------- | ------------------------------------------------------- | ------------------------------------------------------ |
| 2003—04 | Кеннет Йоргенсен  | Расмус Стьерне    | Миккель Поульсен | Миккель Краусе                  | Dennis Hansen                                           | ЧДЮ 2004                                               |
| 2003—04 | Кеннет Йоргенсен  | Расмус Стьерне    | Миккель Краусе   | Миккель Поульсен                | Dennis Hansen тренер: Иван Фредериксен                  | ЧМЮ 2004 (10 место)                                    |
| 2004—05 | Кеннет Йоргенсен  | Расмус Стьерне    | Миккель Краусе   | Dennis Hansen                   | Миккель Поульсен тренеры: Иван Фредериксен, Герт Ларсен | ПЕКЮ 2005                                              |
| 2004—05 | Кеннет Йоргенсен  | Расмус Стьерне    | Миккель Краусе   | Миккель Поульсен                | Dennis Hansen                                           | ЧДЮ 2005                                               |
| 2004—05 | Кеннет Йоргенсен  | Расмус Стьерне    | Миккель Поульсен | Dennis Hansen                   | Миккель Краусе тренер: Иван Фредериксен                 | ЧМЮ 2005 (5 место)                                     |
| 2005—06 | Расмус Стьерне    | Миккель Краусе    | Миккель Поульсен | Dennis Hansen                   |                                                         | ЧДЮ 2006                                               |
| 2005—06 | Расмус Стьерне    | Миккель Краусе    | Миккель Поульсен | Dennis Hansen                   | Оливер Дюпон тренер: Герт Ларсен                        | ЧМЮ 2006 (5 место)                                     |
| 2006—07 | Карстен Свенсгор  | Кеннет Йоргенсен  | Миккель Поульсен | Dennis Hansen                   |                                                         |                                                        |
| 2007—08 | Карстен Свенсгор  | Кеннет Йоргенсен  | Миккель Поульсен | Мортен Берг Томсен              |                                                         |                                                        |
| 2007—08 | Йонни Фредериксен | Ларс Виландт      | Бо Йенсен        | Кеннет Хертсдаль                | Миккель Поульсен тренер: Ульрик Шмидт                   | ЧЕ 2007                                                |
| 2007—08 | Йонни Фредериксен | Ларс Виландт      | Бо Йенсен        | Ульрик Шмидт                    | Миккель Поульсен тренер: Джон Хелстон                   | ЧМ 2008 (9 место)                                      |
| 2008—09 | Йонни Фредериксен | Ульрик Шмидт      | Бо Йенсен        | Ларс Виландт                    | Миккель Поульсен тренер: Джеймс Драйбур                 | ЧЕ 2008 (5 место) ЧМ 2009 (7 место)                    |
| 2009—10 | Йонни Фредериксен | Ульрик Шмидт      | Бо Йенсен        | Ларс Виландт                    | Миккель Поульсен тренер: Джеймс Драйбур                 | ЧЕ 2009 (7 место) ЗОИ 2010 (9 место) ЧМ 2010 (5 место) |
| 2010—11 | Расмус Стьерне    | Миккель Краусе    | Миккель Поульсен | Троэльс Харри                   | Йонни Фредериксен тренер: Ларс Виландт                  | ЧЕ 2010                                                |
| 2011—12 | Расмус Стьерне    | Йонни Фредериксен | Миккель Поульсен | Троэльс Харри                   | Ларс Виландт тренер: Джеймс Драйбур (ЧЕ, ЧМ)            | ЧЕ 2011 · ЧДМ 2012 · ЧМ 2012 (7 место)                 |
| 2012—13 | Расмус Стьерне    | Йонни Фредериксен | Миккель Поульсен | Троэльс Харри                   | Ларс Виландт тренер: Джеймс Драйбур (ЧЕ, ЧМ)            | ЧЕ 2012 (4 место) · ЧДМ 2013 · ЧМ 2013 (4 место)       |
| 2013—14 | Расмус Стьерне    | Йонни Фредериксен | Миккель Поульсен | Троэльс Харри                   | Ларс Виландт тренер: Джеймс Драйбур (ЧЕ, ЗОИ)           | ЧЕ 2013 (4 место) · ЗОИ 2014 (6 место) · ЧДМ 2014      |
| 2015—16 | Расмус Стьерне    | Йонни Фредериксен | Оливер Дюпон     | Троэльс Харри                   | Миккель Поульсен тренер: Микаэль Квист                  | ЧДМ 2016                                               |
| 2015—16 | Расмус Стьерне    | Йонни Фредериксен | Миккель Поульсен | Троэльс Харри                   | Оливер Дюпон тренер: Микаэль Квист                      | ЧЕ 2015 (11 место) · ЧМ 2016                           |
| 2016—17 | Расмус Стьерне    | Йонни Фредериксен | Миккель Поульсен | Оливер Дюпон Троэльс Харри (ЧЕ) | Оливер Дюпон (ЧЕ) тренер: Микаэль Квист                 | ЧЕ 2016 (10 место)                                     |
| 2016—17 | Расмус Стьерне    | Йонни Фредериксен | Миккель Поульсен | Оливер Дюпон                    | Тобиас Туне                                             | ЧДМ 2017                                               |
| 2017—18 | Расмус Стьерне    | Йонни Фредериксен | Миккель Поульсен | Оливер Дюпон                    | Мортен Берг Томсен тренер: Микаэль Квист                | ЗОИ 2018 (10 место) · ЧДМ 2018                         |
| 2021—22 | Расмус Стьерне    | Йонни Фредериксен | Миккель Поульсен | Оливер Дюпон                    |                                                         | ЧДМ 2022                                               |
| 2023—24 | Расмус Стьерне    | Йонни Фредериксен | Оливер Дюпон     | Миккель Поульсен                | Ларс Виландт                                            | ЧДМ 2024                                               |

(скипы выделены полужирным шрифтом)